# Neoepistenia flavoscapus
Neoepistenia flavoscapus är en stekelart som beskrevs av Karl-Johan Hedqvist 1959. Neoepistenia flavoscapus ingår i släktet Neoepistenia och familjen puppglanssteklar.
Artens utbredningsområde är:
- Ecuador.
- Franska Guyana.
- Peru.
- Surinam.

Inga underarter finns listade i Catalogue of Life.